# Michel Caignet
Michel Caignet (24 ottobre 1954) è un traduttore, giornalista e editore francese.
Fautore del negazionismo e dell'antisemitismo, omosessuale dichiarato, editore di riviste gay ed incriminato per pedopornografia.

## Biografia
In gioventù è stato membro della "Fédération d'action nationale et européenne" (FANE), un piccolo ma agguerrito gruppo dell'estrema destra francese apertamente affiliato alla corrente politica del neonazismo; uomo di fiducia del capo del movimento Mark Fredriksen, diviene presto anche amico di Michael Kühnen, il leader incontrastato del neonazismo tedesco a cui pubblicherà nel 1986 l'opuscolo intitolato "Nazionalsocialismo e omosessualità".
Nel 1981 è stato aggredito per la strada da militanti del "Fronte degli studenti ebrei" (lo stesso gruppo che aggredì anche il professore revisionista Robert Faurisson) che lo hanno sfigurato gettandogli sul volto vetriolo e acido solforico; gli aggressori, riusciti a fuggire e dileguarsi, sono stati condannati in contumacia a 20 anni di carcere.
A partire dal 1986 ha contribuito a far pubblicare il mensile Gaie France, periodico patinato rivolto espressamente ai gay di destra in cui si declama l'amore nei confronti dei ragazzini. Nel 1992 la rivista viene accusata di incitamento alla pedofilia e pertanto vietata ai minori e fatta chiudere l'anno seguente; nel 1997 è processato per la diffusione di film pornografici con minorenni sotto la sigla di "Toro Bravo" e girati tre anni prima in Colombia da una società di produzione francese. I film sono stati offerti ai lettori della sua rivista, con l'avvertenza che gli attori erano in realtà tutti adulti ma che sembravano più giovani, a causa di ciò è stato comunque condannato a quattro anni di carcere di cui diciotto mesi con la condizionale.
Destituito da tutte le cariche direttive nell'ambiente dell'estrema destra, dichiarerà in un'intervista: “Non riuscivano assolutamente a capire che io potessi essere allo stesso tempo nazionalsocialista e omosessuale. Tra alcuni camerati prevale l'opinione morale che in quanto nazionalsocialisti non si debba essere gay e che in quanto gay si debba essere obbligatoriamente contro il proprio popolo e i propri interessi. Mi dispiace, non ho mai pensato questo, anzi, volevo addirittura ottenere il contrario e, d'altronde, qualche successo l'ho ottenuto: quello cioè di portare le persone di questa classe sociale a condividere le nostre idee."